# Aubert Parent
Aubert-Henri-Joseph Parent (Cambrai, 13 december 1753 - Valenciennes, 27 november 1835) was een Frans beeldend kunstenaar die vooral bekendheid genoot als houtsnijder.

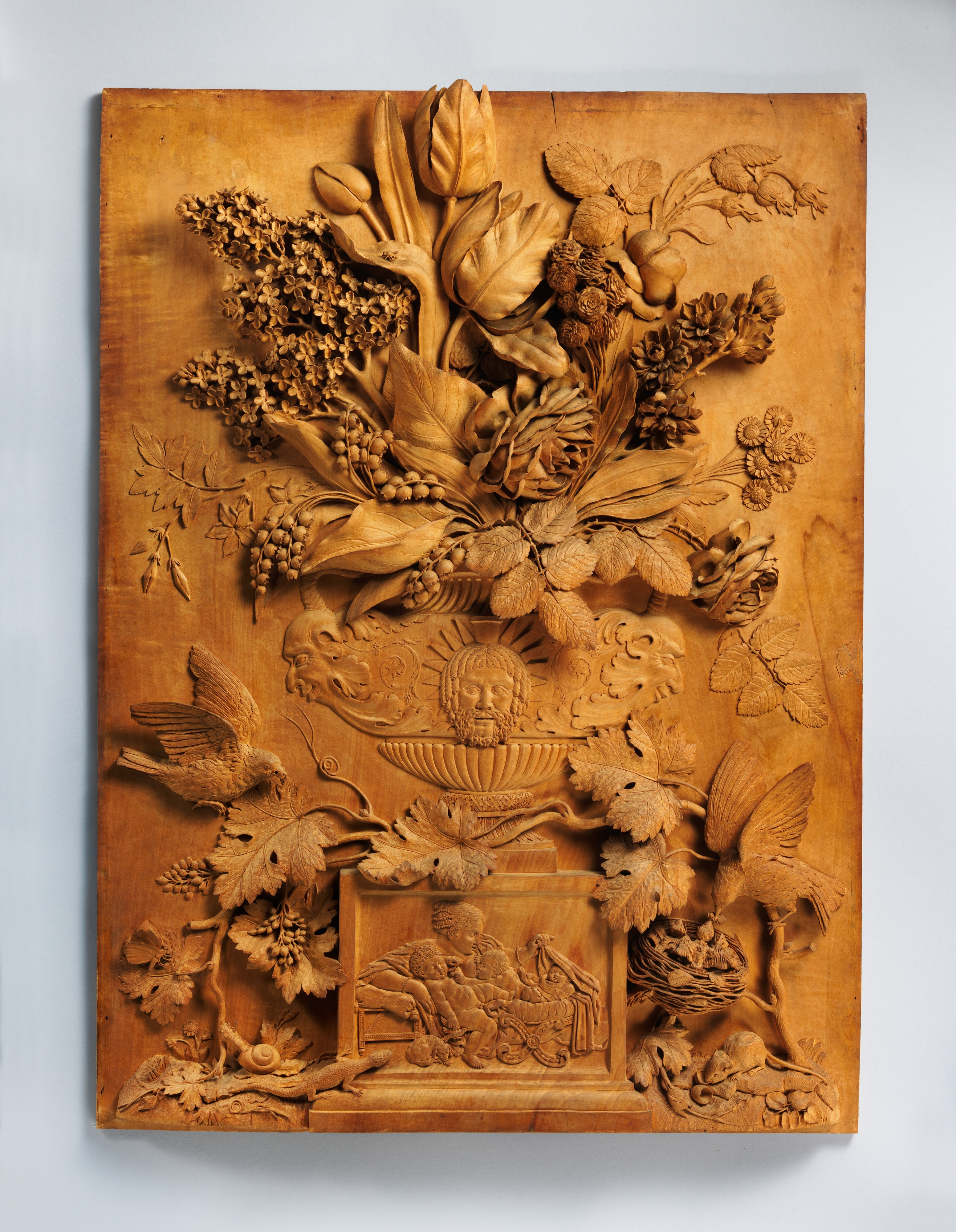
Stilleven (Metropolitan Museum of Art)

Parent werkte vooral met lindehout en sneed hier bas-reliëfs in uit. In 1777 maakte hij een werk voor de Franse koning Lodewijk XVI waarmee zijn faam gemaakt werd. Hij exposeerde tussen 1779 en 1783 in het Parijse Salon de la Correspondance. In 1784 won hij een koninklijke beurs om zich te vervolmaken in Italië. Daar leerde hij het werk van de klassieken kennen, maar ook van de houtsnijder Grinling Gibbons (1648-1721). Naar aanleiding van dit verblijf maakte Parent een reeks van etsen. Parent werkte regelmatig voor het Franse hof en vervaardigde onder andere medaillons in hout als diplomatieke geschenken. 
Het werk van Parent bevindt zich onder andere in het Getty Museum in Los Angeles, het Metropolitan Museum in New York en het Historisches Museum in Bazel.